# Pay-per-view
Il pay-per-view è un mezzo di distribuzione dei programmi televisivi via cavo consistente nella fruizione di uno o più programmi televisivi ben determinati e di cui l’utente paga un tanto a programma.
I programmi televisivi di un pay per view e preregistrati possono essere disponibili anche in video on demand o in near video on demand.

## Acquisto dei programmi
L'acquisto dei programmi televisivi è eseguito mediante il televisore, o gli apparecchi televisivi in caso sia necessario anche un set-top box, oppure via telefono, SMS e web. Il costo può essere addebitato su un'apposita carta prepagata, su una carta di credito o su un conto personale da pagare in genere una volta al mese o ogni due mesi. A esclusione della carta prepagata, se l'acquisto avviene mediante apparecchio televisivo, questo è dotato del cosiddetto "canale di ritorno", cioè di un canale di comunicazione tra l'utente e la piattaforma televisiva che normalmente è una linea telefonica o un accesso a internet, ma può anche essere di altro tipo.

## Tecnologia
Perché un operatore possa realizzare un sistema PPV, è necessario che possa attivare o disattivare la ricezione del segnale per un particolare evento per ogni singolo fruitore. È quindi necessario che il segnale sia criptato con un algoritmo (possibilmente sufficientemente sicuro da evitarne la violazione), che il cliente possieda un apparecchio in grado di compiere l'operazione di decrittazione e uno strumento di identificazione personale.
Solitamente, gli operatori di televisione satellitare o via cavo forniscono al cliente che sottoscrive un apposito contratto un set-top box, ovvero un apparecchio che collegato alla parabola satellitare o al cavo è in grado di decodificare il segnale. Nel caso della televisione satellitare e, talvolta, anche di quella via cavo, all'apparecchio è abbinata una smart card che identifica univocamente il cliente. Questa riceve dall'operatore un segnale che le comunica di attivare la decodifica dell'evento che il cliente ha acquistato.
Da parte sua, l'operatore si deve dotare di una struttura di gestione dei pagamenti che integri gli acquisti effettuati tramite call center, internet, SMS o direttamente dal set-top box collegato alla linea telefonica. Deve, inoltre, poter fornire al cliente un dettaglio degli eventi acquistati in modo da controllare le frodi, oltre a provvedere ad aggiornare abbastanza frequentemente i codici di codifica dei segnali per evitarne la forzatura da parte di utenti poco onesti.

## Pay-per-view in Italia
I pay per view di Sky, la piattaforma satellitare per il mercato italiano più diffusa e ricca di contenuti, sono Sky Primafila e Sky Calcio, cinquantacinque canali in totale e acquisto tramite decoder proprietario, telefono, SMS o internet. Per poter usufruire dei PPV di Sky, è necessario sottoscrivere un abbonamento a uno dei pacchetti di canali televisivi. Per quanto riguarda la televisione digitale terrestre, Mediaset offriva Premium Calcio, sei canali in totale visibili con tessera prepagata, senza necessità di sottoscrivere un'offerta di canali televisivi a pagamento, disponibili fino al 31 luglio 2018; tuttavia, la propria zona doveva essere coperta dal segnale ed era necessario possedere un televisore o un decoder digitale terrestre con tecnologia MHP. Un'offerta simile a quella di Mediaset era Cartapiù. Per quanto riguarda infine la televisione via cavo le piattaforme TVdiFASTWEB e Alice Home TV offrivano i PPV in video on demand, quindi i programmi televisivi erano visibili a qualsiasi orario non appena l'utente li richiedeva, possibilità che non era disponibile con i PPV della televisione digitale terrestre.

## Storia
Negli Stati Uniti d'America, i pay-per-view hanno mosso i primi passi alla fine degli anni settanta quando la squadra di pallacanestro dei Portland Trail Blazers l'adottò dopo aver vinto il campionato del 1977. Il termine si diffuse negli anni novanta quando HBO e Showtime iniziarono a vendere eventi e film.
Inizialmente utilizzata esclusivamente dagli operatori di televisioni via cavo e poi di televisioni satellitari, sono ora utilizzate anche per la trasmissione via internet o via telefono cellulare. 
In Italia, i primi eventi in pay-per-view vennero trasmessi dalla piattaforma satellitare TELE+ Digitale (inizialmente denominata DStv), seguita poco dopo dalla neonata Stream TV fondata da Miro Allione. I primi canali ad essere trasmessi furono chiamati +Calcio (nato il 31 luglio 1996) e Palco (nato il 1º settembre 1997). Il servizio di pay-per-view offerto dalla concorrente Stream TV, chiamato Primafila, venne lanciato nel 4 maggio 1998. Il 31 luglio 2003, le due piattaforme si fusero nella piattaforma Sky, ove è tuttora disponibile il suo servizio, denominato Sky Primafila.